# Кузьминка (Краснооктябрський район)
Кузьминка (рос. Кузьминка) — присілок в Краснооктябрському районі Нижньогородської області Російської Федерації.
Населення становить 194 особи. Входить до складу муніципального утворення Краснооктябрський округ.

## Історія
До травня 2022 року входило до складу муніципального утворення Уразовська сільрада.

## Населення
| 2002 | 2010 |
| ---- | ---- |
| 214  | ↘194 |